# Zbijewo (przystanek kolejowy)
Zbijewo – wąskotorowy przystanek osobowy w Zbijewek-Parcele, w gminie Przedecz, w powiecie kolskim, w województwie wielkopolskim, w Polsce. Został wybudowany w 1914 roku przez okupacyjne wojska niemieckie razem z linią kolejową z Boniewa do Krośniewic.